# Aeropuerto Internacional de Iloílo
El Aeropuerto Internacional de Iloílo (en filipino: Paliparang Pandaigdig ng Iloilo, en hiligainón: Pangkalibutan nga Hulugpaan sang Iloilo) (IATA: ILO, OACI: RPVI) es un aeropuerto atiende el ciudad de Iloílo, provincia de Iloílo, Filipinas.  El aeropuerto es 19 kilómetros noroeste del ciudad de Iloílo en un sitio de 188 hectáreas en Barangay Duyan-Duyan, municipio de Cabatuán.  El aeropuerto está considerado como uno de los aeropuertos principales de primera clase (grande aeropuerto doméstico), y el cuarto aeropuerto más grande en Filipinas, por la Dirección de Aviación Civil de Filipinas.
El aeropuerto, un sustitución por el aeropuerto de Mandurriao en el centro mismo del ciudad de Iloílo, fue inaugurado en el 14 de junio de 2007 después de aproximadamente diez años de preparación y construcción.

## Aerolíneas y destinos
- Airphil Express | Cebú, Dávao, General Santos, Manila
- Cebu Pacific | Cebú, Dávao, General Santos, Hong Kong, Manila, Puerto Princesa, Singapur, Tacloban
- Philippine Airlines | Manila
- South East Asian Airlines | Manila
- Zest Airways | Manila